# مترو طوكيو

تاريخ مترو أنفاق طوكيو

مترو أنفاق طوكيو (باليابانية:東京の地下鉄 نو شيكاتيستو) هو جزء لا يتجزأ من نظام المترو الأوسع انتشاراً على مستوى العالم في تجمع حضري واحد وهو طوكيو الكبرى. وعلى الرغم من أن نظام المترو في حد ذاته يتركز في وسط المدينة، إلا أن الخطوط تمتد لمسافات بعيدة عبر خدمات موسعة مباشرة تعمل على خطوط سكك حديد الضواحي.

## الشبكات
اعتباراً من يونيو 2008، أصبحت شبكة طوكيو مترو (Tokyo Metro) وتوي (Toei) بالكامل تضم 274 محطة و 13 خطاً. وتنقل شبكتا طوكيو مترو وتحوي معاً أكثر من ثمانية ملايين راكب يومياً في المتوسط. وعلى الرغم من أن مترو الأنفاق يحتل المركز الأول في استخدام مترو الأنفاق على مستوى العالم، إلا أنه يشكل جزءاً صغيراً من شبكة مترو السكك الحديدية الثقيلة في طوكيو وحدها - 274 من بين 882 محطة سكة حديدية اعتبارًا من 2007. ويمثل عدد ركاب مترو أنفاق طوكيو البالغ 8.7 مليون راكب يومياً نسبة 22% فقط من عدد ركاب السكك الحديدية يومياً في طوكيو والبالغ عددهم 40 مليون (انظر النقل في طوكيو الكبرى).
هناك شركتان رئيسيتان مشغلتان لمترو الأنفاق في طوكيو وهما:
- طوكيو مترو. أو هيئة مترو تايتو (Teito Rapid Transit Authority (TRTA)) سابقاً، وتمت خصخصتها في عام 2004 وتُشغل حالياً 168 محطة وتسعة خطوط. الحد الأدنى لسعر رحلة الركوب الواحدة هو 160 ينا.
- مترو أنفاق توي (Toei) (مكتب نقل محافظة طوكيو). هي ذراع تابع لـحكومة العاصمة طوكيو وتُشغل 106 محطات في أربعة خطوط. والحد الأدنى لسعر رحلة الركوب الواحدة هو 170 ين.

| لون الخط       | العلامة    | رقم الخط   | الخط                  | باليابانية     |            |            |            |            |            |
| طوكيو مترو     | طوكيو مترو | طوكيو مترو | طوكيو مترو            | طوكيو مترو     | طوكيو مترو | طوكيو مترو | طوكيو مترو | طوكيو مترو | طوكيو مترو |
| -------------- | ---------- | ---------- | --------------------- | -------------- | ---------- | ---------- | ---------- | ---------- | ---------- |
| orange         |            | خط 3       | خط غينزا              | 銀座線         |            |            |            |            |            |
| red            |            | خط 4       | خط مارونوأوتشي        | 丸ノ内線       |            |            |            |            |            |
| red            |            | خط 4       | فرع من خط مارونوأوتشي | 丸ノ内線分岐線 |            |            |            |            |            |
| silver         |            | خط 2       | خط هيبيا              | 日比谷線       |            |            |            |            |            |
| sky blue       |            | خط 5       | خط توزاي              | 東西線         |            |            |            |            |            |
| green          |            | خط 9       | خط تشيودا             | 千代田線       |            |            |            |            |            |
| gold           |            | خط 8       | خط يوراكوتشو          | 有楽町線       |            |            |            |            |            |
| purple         |            | خط 11      | خط هانزومون           | 半蔵門線       |            |            |            |            |            |
| teal           |            | خط 7       | خط نامبوكو            | 南北線         |            |            |            |            |            |
| brown          |            | خط 13      | خط فوكوتوشين          | 副都心線       |            |            |            |            |            |
| مترو أنفاق توي |            |            |                       |                |            |            |            |            |            |
| rose           |            | خط 1       | خط أساكوسا            | 浅草線         |            |            |            |            |            |
| blue           |            | خط 6       | خط ميتا               | 三田線         |            |            |            |            |            |
| leaf green     |            | خط 10      | خط شينجوكو            | 新宿線         |            |            |            |            |            |
| ruby           |            | خط 12      | خط أويدو              | 大江戸線       |            |            |            |            |            |

هذا بالإضافة إلى ما يلي، على الرغم من أنها غير مخصصة رسمياً كخطوط مترو أنفاق:
- تُشغل شركة مترو منطقة طوكيو الساحلية (Tokyo Waterfront Area Rapid Transit (TWR)) خطاً واحداً يسير في الأنفاق في معظمه وبه ثماني محطات واستخدمه 200200 راكب يومياً في عام 2010 [4]
- خط سكة حديد سايتاما وهو في الأساس امتداد لـخط نامبوكو التابع لطوكيو مترو ويُشغل خطاً واحداً يسير في الأنفاق في معظمه وبه ثماني محطات.

أما خط يامانوته وخط تشوه سبوه فليسا من خطوط مترو الأنفاق، وإنما خطان لقطارات الركاب المزدحمة التي تسير فوق الأرض وتعمل على فترات متقاربة أشبه بالمترو وقطاراتها مملوكة لشركة شرق اليابان للسكك الحديدية (JR East). ويعد هذان الخطان بمثابة شرايين مواصلات رئيسية في وسط طوكيو وعادة ما يتم وضع إشارات لهما على خرائط مترو أنفاق طوكيو.
كما يعمل مترو أنفاق يوكوهاما وخط ميناتوميراي (ومترو أنفاق كاواساكي المخطط لإنشائه) في طوكيو الكبرى، ولكنهم غير مرتبطين بشبكة مترو أنفاق طوكيو بشكل مباشر. ومع ذلك، في المناسبات الخاصة (عادةً في عطلات نهاية الأسبوع)، يُشغل كل من خط هيبيا التابع لطوكيو مترو وخط نامبوكو خدمات Minato Mirai (みなとみらい号) Minatomirai-gō؟ مباشرة خاصة على خط ميناتوميراي بيوكوهاما عبر خط سكة حديد طوكيو تويوكو. وابتداءً من عام 2013، سيقدم خط فوكوتوشين التابع لطوكيو مترو خدمة مباشرة منتظمة إلى خط ميناتوميراي.

## إدارة النظام
يتكامل كل من نظامي طوكيو مترو ومترو أنفاق توي عن كثب من خلال نظام موحد لألوان الخطوط ورموز الخطوط وأرقام المحطات. إلا أن الإدارات المنفصلة لأنظمة المترو لديها بعض التفريعات:
- يلزم شراء تذكرة ركوب خاصة للركوب لمرة واحدة عبر أنظمة مترو وتوي. وتكلفتها أقل من مجموع أجرة تذكرة مترو وأجرة تذكرة توي بمقدار 70 ين، ويتم حساب تكلفتها بناءً على أقصر طريق ممكن بين المحطات الأصلية ومحطات الوجهة.[5] وقد بسط نظام باس نت (Passnet) مشكلات حجز التذاكر هذه من خلال السماح باستخدام بطاقة مدفوعة الأجر مقدمًا لدى معظم الشركات المشغلة للسكك الحديدية في طوكيو الكبرى (مع استثناء ملحوظ وهو شركة شرق اليابان للسكك الحديدية التي واصلت استخدام نظام بطاقات سويكا (Suica) الخاص بها). وقد تم طرح نظام بطاقات باسمو (PASMO) الجديد في عام 2007 ليحل محل نظام باس نت بالكامل في عام 2008، ليسمح أخيرًا باستخدام نظام موحد للبطاقات مدفوعة الأجر مقدمًا في معظم أجزاء نظام النقل بطوكيو، بما في ذلك شركة شرق اليابان للسكك الحديدية. والأجرة التي يحتسبها نظام البطاقات مدفوعة الأجر مقدمًا هي نفسها التي يدفعها مستخدمو التذاكر الورقية.
- تمثل الأنظمة شبكة المترو بشكل مختلف في مخططات المحطات والقطارات ومخططات معلومات العملاء. على سبيل المثال، تمثل خريطة توي خط أويدو التابع لتوي كدائرة في المنتصف، في حين تحتفظ خريطة طوكيو مترو بهذه الدائرة الوسطى لخط مارونوأوتشي وخط يامانوته التابع لشركة شرق اليابان للسكك الحديدية. علاوة على ذلك، يتم تمثيل الخطوط التابعة لكل نظام بصفة عامة بخطوط أكثر سُمكًا على خرائط أنظمتها المعنية.

## التشغيل التبادلي
كما هو شائع في أنظمة مترو الأنفاق اليابانية، يقوم العديد من الخطوط العاملة فوق الأرض وخطوط الأنفاق في طوكيو الكبرى بتشغيل خدمات مباشرة على خطوط طوكيو مترو وتوي، وبمعنى أوسع، فإنها تُعتبر جزءًا من شبكة مترو أنفاق طوكيو، مما يجعلها تصل إلى مسافات أبعد في الضواحي.

### طوكيو مترو
|   | الخط         | الخطوط المباشرة                                                                                      |
| - | ------------ | --- |
| H | خط هيبيا     | خط طوكيو تويوكو (ناكا-ميغورو إلى كيكونا)                                                             |
| H | خط هيبيا     | خط توبو إسيساكي (كيتا-سينجو إلى توبو-دوبوتسو-كوين)                                                   |
| T | خط توزاي     | خط تشوه سبوه التابع لـشركة شرق اليابان للسكك الحديدية (خط تشوه الرئيسي) (ناكانو إلى ميكاتا)          |
| T | خط توزاي     | خط تشوه سبوه التابع لشركة شرق اليابان للسكك الحديدية (خط سبوه الرئيسي) (نيشي-فوناباشي إلى تسودانوما) |
| T | خط توزاي     | خط تويو السريع (نيشي-فوناباشي إلى تويو كاتسوتاداي)                                                   |
| C | خط تشيودا    | خط أوداكيو أوداوارا وخط أوداكيو تاما (يويوغي-أوه-هارا إلى كاراكيدا وهون-أتسوغي)                      |
| C | خط تشيودا    | خط جوبان التابع لـشركة شرق اليابان للسكك الحديدية (أييس إلى تورايد)                                  |
| Y | خط يوراكوتشو | خط توبو توجو (واكوشي إلى شينرينكوين)                                                                 |
| Y | خط يوراكوتشو | خط سايبو يوراكوتشو عبر خط سايبو إكه-بوكورو (محطة كوتيك-موكاي هارا إلى هانو)                          |
| Z | خط هانزومون  | خط طوكيو دن-إن-توشي (شيبويا إلى تشوه رينكان)                                                         |
| Z | خط هانزومون  | خط توبو إسيساكي وخط توبو نيكو (أوشيادج إلى مينامي-كيوريهاشي وكوكي)                                   |
| N | خط نامبوكو   | خط طوكيو ميغورو (ميغورو إلى هيوشي)                                                                   |
| N | خط نامبوكو   | خط سكة حديد سايتاما السريع (أكابانه-إوابوتشي إلى أوراوا-ميسونو)                                      |
| F | خط فوكوتوشين | خط توبو وسايبو (نفس المحطات التي يخدمها خط يوراكوتشو)                                                |
| F | خط فوكوتوشين | خط ميناتوميراي عبر خط طوكيو تويوكو (شيبويا إلى موتوماتشي-تشوكاجاي، (مخطط لها وقيد الإنشاء)           |

### مترو أنفاق توي
|   | الخط       | الخطوط المباشرة |
| - | ---------- | --- |
| A | خط أساكوسا | خط كايكيو كيوري هاما وخط مطار كايكيو وكلاهما عبر خط كايكيو الرئيسي (سينجاكوجي إلى مطار هانيدا (مطار طوكيو هانيدا الدولي) أو ميساكيجوتشي)                                 |
| A | خط أساكوسا | خط كايساي أوشيادج وخط كايساي الرئيسي وخط سكك حديد هوكوسو وخط كايساي هيجاشي ناريتا وخط سكك حديد شيباياما (أوشيادج إلى مطار ناريتا أو إنبا-نيهون-إيداي أو شيباياما-تشيودا) |
| I | خط ميتا    | خط طوكيو ميغورو (ميغورو إلى هيوشي) |
| S | خط شينجوكو | خط كيو الجديد وخط كيو ساجاميهارا وكلاهما عبر خط كيو (شينجوكو إلى هاشيموتو أو تاكوسان جوتشي)                                                                              |

## الهجوم بغاز السارين السام على مترو طوكيو عام 1995
في عام 1995، شنت جماعة أوم شنريكيو (Aum Shinri Kyo)، وهي طائفة دينية هلاكية، هجومًا على مترو الأنفاق بغاز الأعصاب سارين في محطة كاسومي جاسيكي وبعض المحطات الأخرى مما أدى إلى وفاة 12 شخصًا وإصابة 1034 شخصًا.

## كتابات أخرى
- Gibson، William (1999). All Tomorrow's Parties. New York: G.P. Putnam's Sons. {{استشهاد بكتاب}}: تجاهل المحلل الوسيط |الرقم المعياري= لأنه غير معروف، ويقترح استخدام |ردمك= (مساعدة)
- Wolf، Michael (2010). Tokyo Compression. Hong Kong & Berlin: Asia One Books & Peperoni Books. {{استشهاد بكتاب}}: تجاهل المحلل الوسيط |الرقم المعياري= لأنه غير معروف، ويقترح استخدام |ردمك= (مساعدة)

## وصلات خارجية
- Combined Metro and Toei map (PDF)
- Urbanrail.net page on Tokyo subways
- Rail & Subway Map Central Tokyo online map